# John Christie (asesino)
John Reginald Halliday Christie (8 de abril de 1899 - 15 de julio de 1953), nació en Halifax, West Yorkshire, y fue un asesino en serie de origen inglés, activo en las décadas de 1940 y 1950.
Esta persona asesinó a por lo menos seis mujeres, incluyendo a su esposa Ethel por estrangulamiento, en su apartamento en el 10 de Rillington Place, Notting Hill, en Londres.
Christie se trasladó fuera de Rillington Place en marzo de 1953, y poco después los cuerpos de tres de sus víctimas fueron descubiertos escondidos en un hueco de su cocina. Christie entonces fue detenido y condenado por el asesinato de su esposa, por el que fue ahorcado en 1953.
Mientras servía como soldado de infantería durante la Primera Guerra Mundial, Christie fue herido en un ataque con gas, que según él lo dejó permanentemente incapaz de hablar en voz alta. Se volcó a la delincuencia a raíz de su baja del ejército y fue encarcelado varias veces por delitos como robo y asalto.
En el estallido de la Segunda Guerra Mundial en 1939, fue aceptado para el servicio en la Reserva de la Policía de Guerra, aunque las autoridades entonces no verificaron sus antecedentes penales.
Los crímenes los cometió entre 1943 y 1953, por lo general por estrangulamiento de sus víctimas, después de haberlas dejado inconscientes con gas doméstico, y habiendo violado a algunas de ellas mientras los cuerpos estaban en esa condición.
Una controversia sustancial rodea la responsabilidad de la muerte de Beryl Evans y su hija Geraldine, quienes, junto con el marido de Beryl, de nombre Timothy, fueron los inquilinos del 10 de Rillington Place entre 1948 y 1949.
Timothy Evans fue acusado de esos dos asesinatos, fue declarado culpable del asesinato de su hija y ahorcado en 1950. Entonces Christie fue un testigo clave de la fiscalía, pero cuando sus propios crímenes fueron descubiertos tres años más tarde, se plantearon serias dudas sobre la integridad de la culpabilidad de Evans. Posteriormente Christie también alegó haber matado a Beryl Evans, aunque nunca mencionó haber matado a Geraldine.
En una investigación oficial realizada en 1965-1966, el Juez Sir Daniel Brabin concluyó que lo "más probable" era que Evans hubiese matado a su mujer, pero no a su hija Geraldine. Estos hechos, que cuestionaban los sucesivos procesos judiciales, impulsaron al Ministro del Interior a conceder perdón a Evans, a título póstumo, por el asesinato de su hija (octubre de 1966).
Estos errores judiciales contribuyeron a la abolición de la pena capital por asesinato en el Reino Unido en el año 1965.

## Juventud
John Reginald Halliday Christie creció en Halifax, entonces situado en Yorkshire occidental (West Riding). Fue maltratado por su padre y dominado por su madre y sus hermanas. A los ocho años, se le sorprendió abriendo el féretro de su abuelo, quien en vida lo había aterrorizado.
Christie ganó una beca para estudiar en el colegio de Halifax, y allí se distinguió particularmente en matemáticas y en álgebra, además de demostrar aptitud para el trabajo minucioso. Más tarde se comprobó que tenía un cociente intelectual de 128.
También cantó en el coro y fue scout, aunque no era popular entre sus compañeros. Al terminar su escolaridad, en 1913, pasó a desempeñarse como asistente de proyección.
Antes de llegar a la pubertad, ya había asociado la sexualidad a la muerte, la dominación y la violencia, y era impotente a menos que tuviera el control total. Sus primeras experiencias sexuales fueron un fracaso. También era hipocondríaco, histérico y exageraba o fingía estas tendencias para así llamar la atención.
Christie se desempeñó como encargado de señales durante la Primera Guerra Mundial, en el curso de la cual fue hospitalizado después de un ataque con gas mostaza, declarando haber padecido ceguera por esta causa. No obstante, no existe ningún archivo que confirme esta presumida deficiencia. En su libro 10 Rillington Place, el periodista Ludovic Kennedy escribió que Christie exageraba sobre este padecimiento, como también exageró durante tres años, durante los cuales presumía de sufrir afasia.
Christie se casó con Ethel Waddington de 22 años de edad, de Sheffield, el 10 de mayo de 1920. La unión fue patituerta, ya que Christie era impotente con su esposa, y en sustitución frecuentaba prostitutas. En aquel tiempo, los cotilleos de vecinos y amigos afirmaban que cualquier mujer podía quedarse sola cerca de él sin correr ningún riesgo. Cuatro años duró el matrimonio; se separaron, Christie se fue a vivir a Londres y Ethel volvió a vivir con sus padres.

## Los primeros pasos en la delincuencia
En el decenio siguiente, Christie fue condenado por varios delitos menores, entre ellos: (A) 3 meses de prisión el 12 de abril de 1921 por robo de giros postales cuando trabajaba en el correo; (B) 9 meses en la prisión de Uxbridge, en septiembre de 1924, por robo; (C) 6 meses de trabajos forzados en mayo de 1929 por haber agredido a una prostituta (con quien vivía en Battersea); y (D) 3 meses de detención en 1933 por haber robado el automóvil de un sacerdote con quien había hecho amistad.
Christie y su mujer se reconciliaron en 1933, después de la liberación del primero. No obstante, el hombre no había cambiado sus costumbres y continuó buscando prostitutas para satisfacer sus deseos sexuales, los que eran cada vez más violentos. Es más, había comenzado a incluir la necrofilia.
En diciembre de 1938, Christie y su mujer habitaban el apartamento en planta baja del 10 place Rillington, en el barrio de Ladbroke Grove, en Notting Hill.
Al comienzo de la Segunda Guerra Mundial, postuló para integrar las fuerzas de la policía y fue aceptado para el cargo de policía de Harrow Road. Christie entabló entonces una relación con una mujer que allí trabajaba y cuyo marido era un soldado que combatía en el frente; esta relación duró hasta diciembre de 1943, cuando el marido les sorprendió juntos en la cama, dando a Christie una paliza.

## Primeros Asesinatos
Christie cometió sus asesinatos durante un período de diez años entre 1943–1953, generalmente estrangulando a sus víctimas después de haberlas dejado inconscientes con gas doméstico; algunas fueron violadas mientras yacían inconscientes.
La primera persona que Christie admitió haber asesinado fue Ruth Fuerst, una trabajadora de municiones austriaca de 21 años que complementaba sus ingresos al dedicarse ocasionalmente a la prostitución. Christie afirmó haber conocido a Fuerst mientras solicitaba clientes en un snack bar en Ladbroke Grove. Según sus propias declaraciones, el 24 de agosto de 1943, invitó a Fuerst a su casa para tener relaciones sexuales (su esposa estaba visitando a familiares en ese momento). Después, Christie la estranguló impulsivamente en su cama con una cuerda larga. Inicialmente guardó el cuerpo de Fuerst debajo de las tablas del piso de su sala de estar, pero la noche siguiente lo enterró en el jardín trasero.
Poco después del asesinato, a finales de 1943, Christie renunció como agente especial.  Al año siguiente encontró un nuevo empleo en una fábrica de radio Acton . Allí conoció a su segunda víctima, su colega Muriel Amelia Eady. El 7 de octubre de 1944, invitó a Eady a su apartamento con la promesa de que había inventado una "mezcla especial" que podría curar su bronquitis. Eady debía inhalar la mezcla de un frasco con un tubo insertado en la parte superior. La mezcla de hecho era bálsamo de fraile, que Christie solía disimular el olor a gas doméstico. Una vez que Eady estuvo sentada respirando la mezcla del tubo con la espalda vuelta, Christie insertó un segundo tubo en el recipiente conectado a un grifo de gas. Mientras Eady continuaba respirando, inhaló el gas doméstico, que pronto la dejó inconsciente. El gas doméstico durante la década de 1940 era gas de carbón, que tenía un contenido de monóxido de carbono del 15%. Christie la violó y la estranguló antes de enterrarla junto a Fuerst.

## Asesinatos de Beryl y Geraldine Evans
Durante la Pascua de 1948, Timothy Evans y su esposa Beryl se mudaron al piso superior de Rillington Place, donde Beryl dio a luz en octubre de ese año a su hija, Geraldine. A fines de 1949, Evans informó a la policía que su esposa estaba muerta. Una búsqueda policial en 10 Rillington Place no pudo encontrar su cuerpo, pero una búsqueda posterior reveló los cuerpos de Beryl, Geraldine y un feto masculino de 16 semanas en un baño al aire libre. El cuerpo de Beryl había sido envuelto dos veces; en una manta y luego en un mantel. La autopsia reveló que tanto la madre como la hija habían sido estranguladas y que Beryl había sido agredida físicamente antes de su muerte, ya que mostraba moretones faciales. Al principio, Evans afirmó que Christie había matado a su esposa en una operación fallida de aborto, pero durante el interrogatorio policial se produjo la confesión. La presunta confesión puede haber sido fabricada por la policía, ya que la declaración parece artificial. Después de ser acusado, Evans retiró su confesión y una vez más acusó a Christie, esta vez de ambos asesinatos.
El 11 de enero de 1950, Evans fue llevado a juicio por el asesinato de su hija, ya que la fiscalía decidió no perseguir un segundo cargo de asesinato de su esposa. Christie fue un testigo principal de la Corona : negó las acusaciones de Evans y dio pruebas detalladas sobre las disputas entre él y su esposa. El jurado encontró a Evans culpable a pesar de la revelación del historial criminal de robo y violencia de Christie. Evans debía ser ahorcado originalmente el 31 de enero, pero apeló. Después de que su apelación el 20 de febrero fuese rechazada, Evans fue ahorcado en la prisión de Pentonville el 9 de marzo de 1950. Christie perdió el trabajo que había tenido durante cuatro años en el Banco de Ahorros de la Oficina de Correos debido a la divulgación de sus condenas penales en el juicio.

## Errores en la investigación
La policía cometió varios errores en el manejo del caso, especialmente al pasar por alto los restos de las víctimas de asesinato anteriores de Christie en el jardín de Rillington Place; más tarde se encontró un fémur apuntalando una cerca. El jardín de la propiedad era muy pequeño, de 16 por 14 pies (4.9 por 4.3 m), y la cerca era paralela al lavadero donde se encontraron más tarde los cuerpos de Beryl y Geraldine. Se realizaron varias búsquedas en la casa después de que Evans confesó haber colocado los restos de su esposa en los desagües, pero los tres policías que realizaron la búsqueda no entraron en el lavadero.  El jardín aparentemente fue examinado pero no fue excavado en este punto. 
Más tarde, Christie admitió que su perro había desenterrado la calavera de Eady en el jardín poco después de estas búsquedas policiales; arrojó el cráneo a una casa bombardeada abandonada en la cercana calle St. Marks. Claramente no se realizó una búsqueda sistemática de la escena del crimen, en la que este u otros restos humanos se hubieran encontrado y señalado a Christie como el perpetrador. Varios registros policiales de la propiedad mostraron una falta total de experiencia en el manejo de evidencia forense y fueron bastante superficiales, en el mejor de los casos. Si las búsquedas se hubieran llevado a cabo de manera efectiva, la investigación habría expuesto a Christie como asesino, y las vidas de Evans y cuatro mujeres se habrían salvado. 
La evidencia de los constructores que trabajaban en la casa fue ignorada, y las varias entrevistas con Evans sugieren que la policía inventó una confesión falsa. Debería haber quedado claro, por ejemplo, desde la primera declaración hecha por Evans en Merthyr Tydfil, en Gales, el 30 de noviembre de 1949, que él desconocía totalmente el lugar de descanso del cuerpo de su esposa, o cómo ella había sido asesinada. Afirmó que el cuerpo de su esposa estaba en una boca de inspección o en un desagüe en la parte delantera de la casa, pero una búsqueda policial no pudo encontrar restos allí. Eso debería haber provocado una búsqueda exhaustiva de la casa, el lavadero y el jardín, pero no se tomaron más medidas hasta más tarde, cuando los dos cuerpos fueron encontrados en el lavadero.
Evans tampoco sabía en su primera entrevista que su hija había sido asesinada. El interrogatorio policial en Londres fue mal manejado desde el principio, cuando le mostraron la ropa de su esposa y su bebé y revelaron que los habían encontrado en el lavadero. Se le debería haber ocultado esa información para obligarlo a decirle a la policía dónde se habían escondido los cuerpos. Las varias "confesiones" aparentes contienen palabras y frases cuestionables en un lenguaje de alto registro como "argumento excelente" que parecen fuera de lugar para un afligido, sin educación, joven de clase trabajadora como Evans y no tienen relación con lo que probablemente dijo. Es casi seguro que los inventos fueron hechos mucho más tarde por la policía, comentó Ludovic Kennedy, mucho después de que surgiera la verdad sobre Christie.
La policía aceptó todas las declaraciones de Christie como objetivas sin mayor escrutinio, y fue el testigo crucial en el juicio de Evans. Como Kennedy escribió, la policía aceptó al antiguo policía de reserva de guerra Christie como uno de los suyos, y tomó en gran medida lo que dijo al pie de la letra sin ninguna investigación adicional. Teniendo en cuenta que Christie tenía condenas penales por robo y heridas maliciosas (mientras que Evans no tenía ninguna condena previa por violencia), la confianza en su testimonio era cuestionable. Resulta significativo que Christie se declarara abortista incluso antes de su encuentro con los Evans, según le comentó a un colega en 1947. Volvió a hacer esta afirmación después del juicio de Evans, al hablar con mujeres en cafés, a quienes posiblemente veía como futuras víctimas. Esta estrategia coincide con su modus operandi: ganarse la confianza de las mujeres ofreciéndoles ayuda para luego atraerlas a su departamento, como ocurrió en el caso de Eady.
Casi tres años pasaron sin mayores incidentes para Christie después del juicio de Evans. Christie encontró un empleo alternativo como empleado de los Servicios Viales Británicos en su depósito Shepherd's Bush .  Al mismo tiempo, llegaron nuevos inquilinos para llenar las habitaciones vacías del primer y segundo piso en 10 Rillington Place. Los inquilinos eran predominantemente inmigrantes negros de las Indias Occidentales; esto horrorizó a los Christies, que tenían actitudes racistas hacia sus vecinos y no les gustaba vivir con ellos. Las tensiones entre los nuevos inquilinos y los Christies llegaron a un punto crítico cuando Ethel Christie procesó a uno de sus vecinos por asalto. Christie negoció con éxito con el Centro de Abogados del Pobre Hombre para continuar teniendo el uso exclusivo del jardín trasero, aparentemente para tener espacio entre él y sus vecinos, pero posiblemente para evitar que alguien descubriera los restos humanos enterrados allí.

## La controversia
A pesar de que Christie nunca reconoció haber dado muerte a Geraldine Evans, la opinión pública lo consideró como probable, poniendo en duda a la justicia del proceso y ejecución de Timothy Evans.
Actualmente, no existe ninguna prueba concluyente que confirme la culpabilidad o inocencia de Evans o de Christie en relación con el asesinato de Geraldine Evans. No obstante, la investigación llevada a cabo por Lord entre 1965 y 1966 concluyó que Evans probablemente había asesinado a su esposa, pero no a su hija. Sobre la base de ese informe, Timothy Evans fue indultado a título póstumo en 1966.

## John Christie en la cultura popular
- En 1970, Richard Fleischer realizó el film El estrangulador de Rillington Place (10 Rillington Place),[7] basado en el guion de Ludovic Kennedy, con Richard Attenborough en el rol de Christie y John Hurt representando a Evans. Varias secuencias fueron filmadas en el seno mismo de la place Rillington (llamada Ruston Close luego de la ejecución de Christie), e incluso se utilizó una iluminación a gas similar a la existente en la época en ese lugar, antes de la remodelación de la zona. En la película, John Christie es presentado como el autor de las muertes de Beryl Evans y su hija Geraldine. Timothy Evans aparece como alguien que fue informado por Christie de la muerte de su esposa, presuntamente tras un intento fallido de aborto. Como consecuencia de esta situación, ambos hombres habrían acordado deshacerse del cuerpo de la víctima.

En 2016, la BBC se ocupó en una teleserie con Tim Roth como Christie.
Otros datos curiosos:
- El personaje principal de la novela Thirteen Steps Down,[9] escrita por Ruth Rendell en 2004, está obsesionado con Christie, al punto de llamarlo Reggie para sus adentros.

- Una reconstrucción de la ejecución de Christie en la Prisión de Pentonville puede ser vista en la Cámara de los Horrores del museo Madame Tussaud en Londres.